# Ertuğrul Erdoğan
Pour les articles homonymes, voir Erdoğan.
Ertuğrul Erdoğan, né le 18 octobre 1968, est un entraîneur turc de basket-ball.